# Anett Fiebig
Pour les articles homonymes, voir Fiebig.
Anett Fiebig, née le 2 novembre 1961 à Frankenberg (Saxe), est une nageuse est-allemande. 

## Palmarès

### Championnats d'Europe
- Championnats d'Europe 1977 à Jönköping
  -  Médaille d'or du 200 mètres papillon